# EuroSprinter
EuroSprinter，或稱“歐洲短跑手”，是德国西门子交通集团及克劳斯-玛菲公司開發的電力機車車系之一，主要為歐洲市場而設。其內部型號以ES 64起首，當中64代表其整車輸出功率可達6,400 kW，而64後的字母及數字則代表其用途及適用供電格式數目。目前除HXD1及HXD1B（但改用中車株洲電機制牵引电机及中車時代電氣製牽引变流柜）兩款機車外，所有同系機車均已停產，並由下一代的西門子Vectron車系取代。

## 開發
首款EuroSprinter機車的型號為ES 64 P，於1992年起出廠，德國鐵路訂購該批機車以取代第二次世界大战後出廠的舊式電力機車。在技術，這款原型車以1991年為西班牙RENFE製造的252型為基礎，產品代表新車開始進入三相交流傳動時代，並於全歐洲進行測試，期間德鐵將之命名為127型，至今該型機車仍於Dispolok服役。

## 標準車型

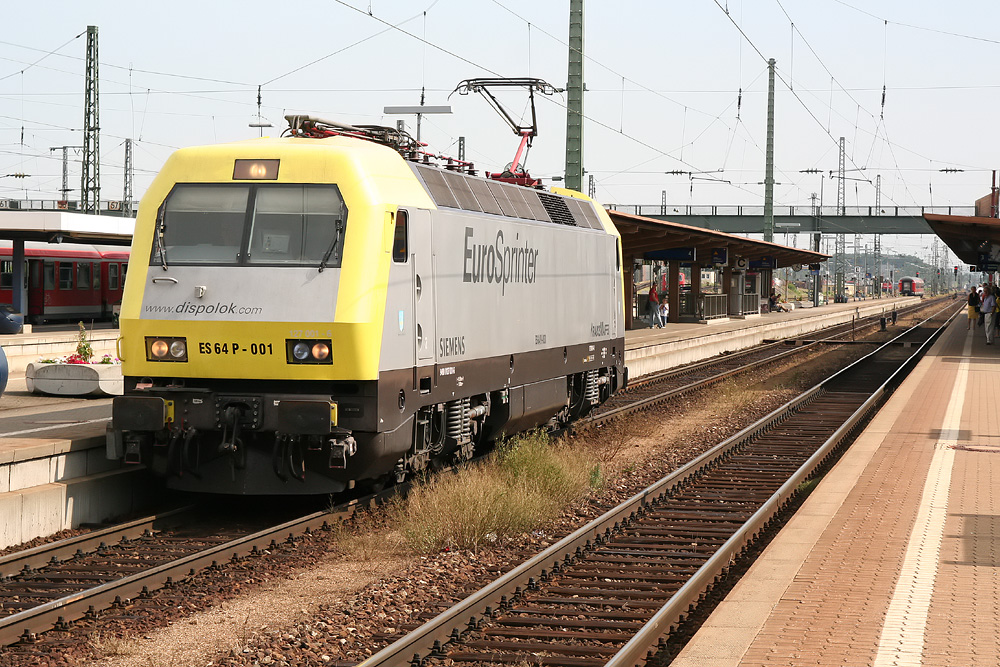
ES64P型电力机车

### ES64P
1990年代初，为了满足欧洲铁路运输快速发展的需求，及适应欧盟成员国铁路改革要求，西门子交通、克劳斯-玛菲公司在西班牙国铁252型电力机车和葡萄牙铁路5600型电力机车基础上，于1992年联合研制了第一台“欧洲短跑手”电力机车的原型车，被命名为ES64P型。机车为交—直—交流电传动的客货运通用电力机车，实验性采用了硅油冷却变压器、水冷GTO牵引变流器、“Sibas 32”微机控制系统、轮盘制动装置等众多先进技术，持续功率为6400千瓦，最高运行速度为230公里/小时。该台机车于1993年交付德国铁路股份公司投入运用试验，在德国铁路系统内被定型为127型。1993年8月6日，ES64P型电力机车在德国维尔茨堡至富尔达的高速铁路进行了高速试验，最高试验速度达到310公里/小时。

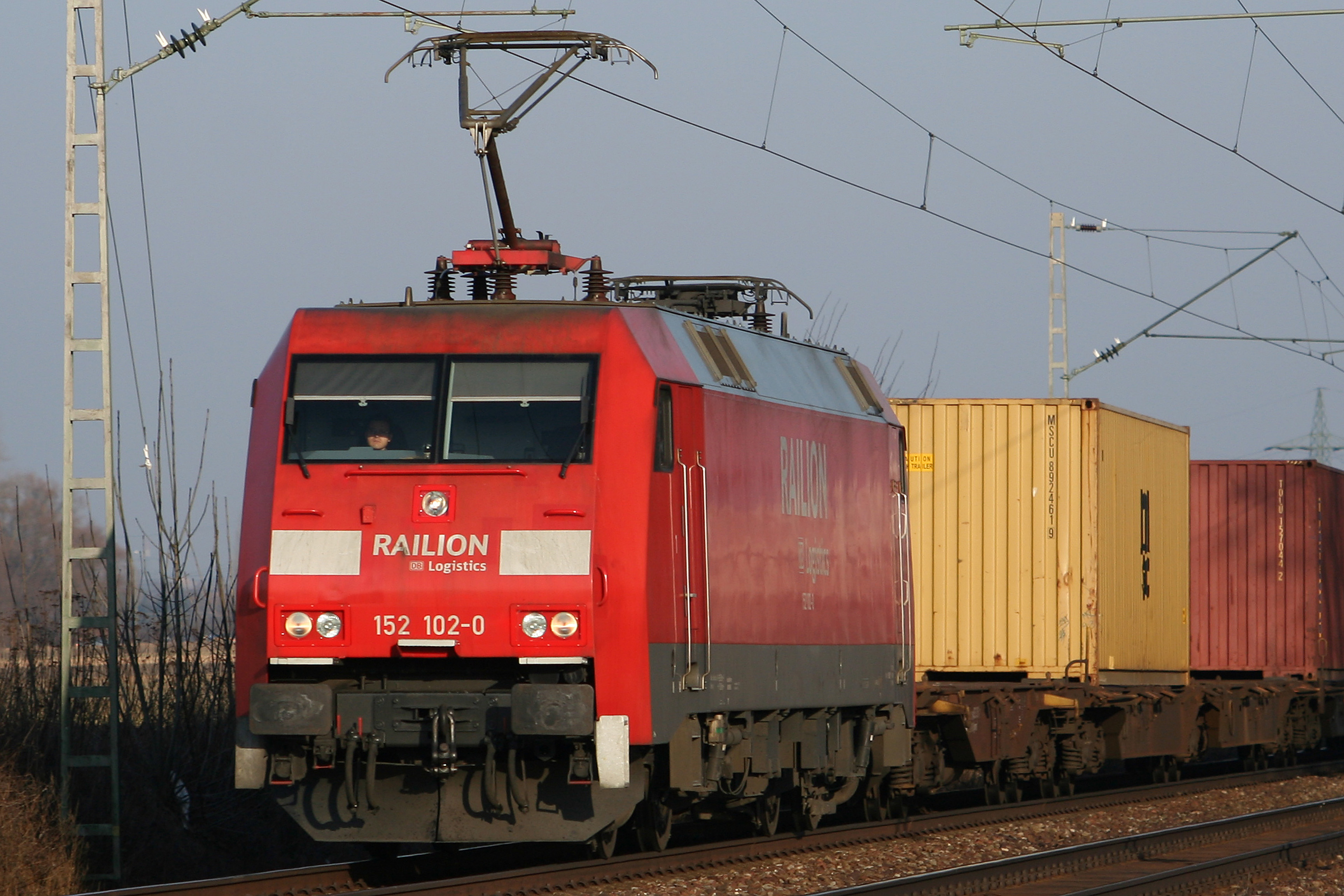
ES64F型电力机车

### ES64F
在第一代“欧洲短跑手”ES64P型电力机车的基础上，西门子交通又根据不同用户的需要，开发了第二代“欧洲短跑手”机车，其中包括了ES64F、ES64F4、以及ES64U2型电力机车。基于ES64P型机车成功的运行经验，德国铁路股份公司于1995年向西门子交通订购了百多台ES64F型机车，在德国铁路系统内被定型为152型。与采用客货运通用设计的ES64P型机车不同，ES64F型机车为干线货运用电力机车，除牵引电动机采用了抱轴式半悬挂外，其余电气和机械部分仍然按通用机车设计；机车采用水冷GTO牵引变流器、“Sibas 32”微机控制系统，持续功率为6400千瓦，最高运行速度为140公里/小时。

### ES64F4
1999年8月，为了满足欧洲跨国运输的需要，德国铁路股份公司要求一种能够满足欧洲铁路网各种电气化制式的电力机车，为此德国铁路将原来100台ES64F型电力机车的意向订单改为ES64F4型电力机车。ES64F4型电力机车是在ES64F型和ES64U2型电力机车基础上开发的四电流制货运电力机车，支援全歐洲电气化铁路普遍使用的4種不同供電制式，包括1500伏直流电、3000伏直流电、15千伏16⅔赫兹的低频单相交流电、25千伏工频单相交流电。机车采用水冷GTO牵引变流器、“Sibas 32”微机控制系统，机车输出功率在交流电模式下为6400千瓦，在3000伏、1500伏直流电模式下分别为6000千瓦、4200千瓦。德国铁路和瑞士联邦铁路均有采用该型机车，在德国、瑞士铁路系统内分别被定型为189型及Re 474型。

### ES64U2

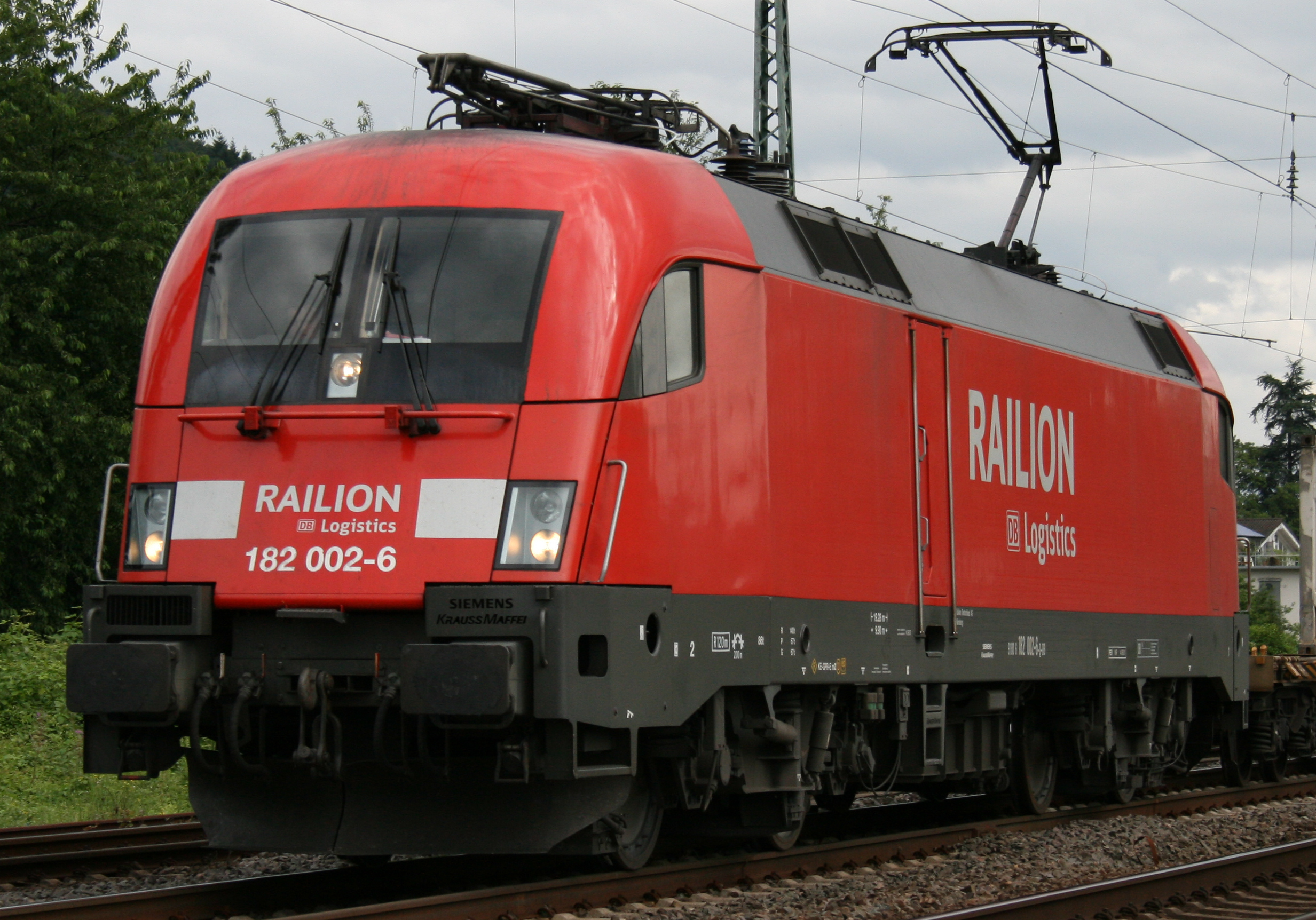
ES64U2型电力机车

2000年，奥地利联邦铁路向西门子交通订购了75台“欧洲短跑手”系列客货运通用型电力机车，其中50台为用于15千伏16⅔赫兹交流电气化铁路的ES64U型单电流制机车，另外25台为用于15千伏16⅔赫兹交流电和25千伏50赫兹交流电气化铁路的ES64U2型双电流制机车，该两种机车在奥地利铁路系统内分别被定型为1016、1116型，并被冠名为“金牛座”（Taurus）机车。此外，由於奧地利联邦铁路認為德国铁路的ES64F4型機車的抱轴式转向架會對阿尔卑斯山區铁路的线路状况造成损害，因此德国铁路将最初擬訂購的195台ES64F4型机车訂單縮減至170台，原來的25台机车改為訂購ES64U2型机车，在德国铁路系统内被定型为182型。ES64U2型采用水冷GTO牵引变流器、“Sibas 32”微机控制系统、带有全弹性悬挂驱动制动单元的HAB转向架，并采用了全新设计的流线型车体，机车输出功率为6400千瓦，最高运行速度为230公里/小时。

### ES64U4

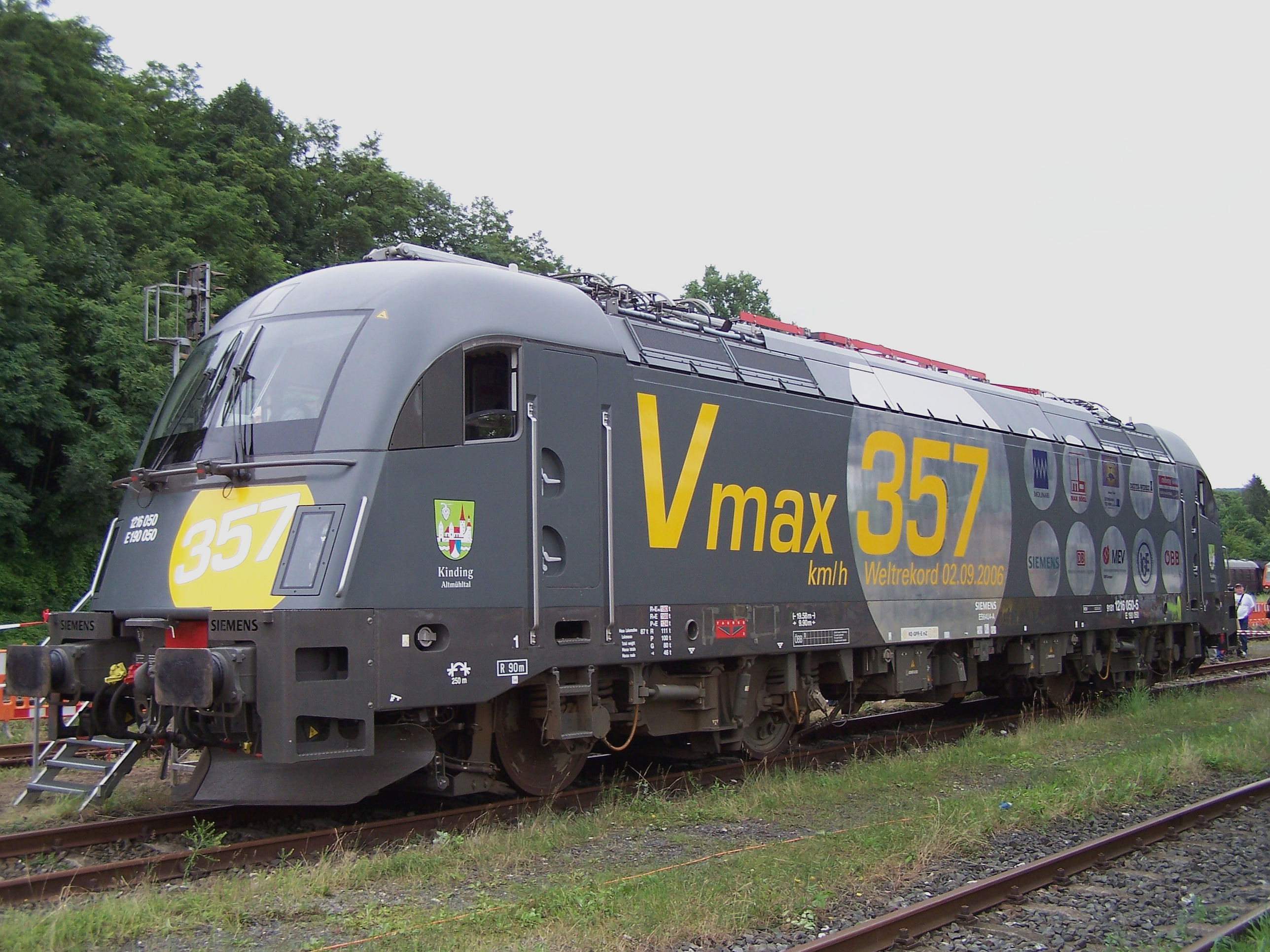
电力机车速度世界纪录保持者——ES64U4型电力机车

2005年，西门子交通根据奥地利联邦铁路的要求，开发研制了第三代“欧洲短跑手”电力机车——ES64U4型多电流制客货运通用电力机车。ES64U4型机车综合了ES64F4、ES64U2等第二代机车的设计特点，支持1500伏直流电、3000伏直流电、15千伏16⅔赫兹的低频单相交流电、25千伏工频单相交流电等四种不同供电制式，电气系统部分与ES64F4型机车基本相同，而车体、转向架等机械部分大致继承自ES64U2型机车；机车采用水冷IGBT牵引变流器、“Sibas 32”微机控制系统、带有全弹性悬挂驱动制动单元的HAB转向架、流线型车体，机车输出功率为6400千瓦，最高运行速度为230公里/小时。ES64U4型机车是“欧洲短跑手”系列中第一种全欧通用型机车，能采用各种软件来适应欧洲各国铁路不同的信号和安全设备制式，使其应用范围可遍及奥地利、德国、意大利、捷克斯洛伐克、斯洛文尼亚、克罗地亚、瑞士、匈牙利、罗马尼亚、波兰等国家。奥地利联邦铁路、斯洛文尼亚铁路、波兰国家铁路均购置了ES64U4型机车，在奥地利、斯洛文尼亚、波兰铁路系统内分别被定型为1216、541、EU44型。
2006年9月2日，奥地利联邦铁路的1216型050-5号电力机车在德国巴伐利亚州因戈尔施塔特和纽伦堡之间新建的高速铁路线上，以时速357公里/小时创造了当今世界上铁路机车速度的新纪录，打破了由法国BB 9004电力机车于1955年所创造时速331公里/小时的旧世界纪录，成为当今电力机车最高速度的世界纪录保持者。

## 衍生產品
丹麥、希臘、韓國及中国均有使用基於EuroSprinter技術的電力機車，但在軸式及功率輸出等方面均有所改動。

### 希腊铁路

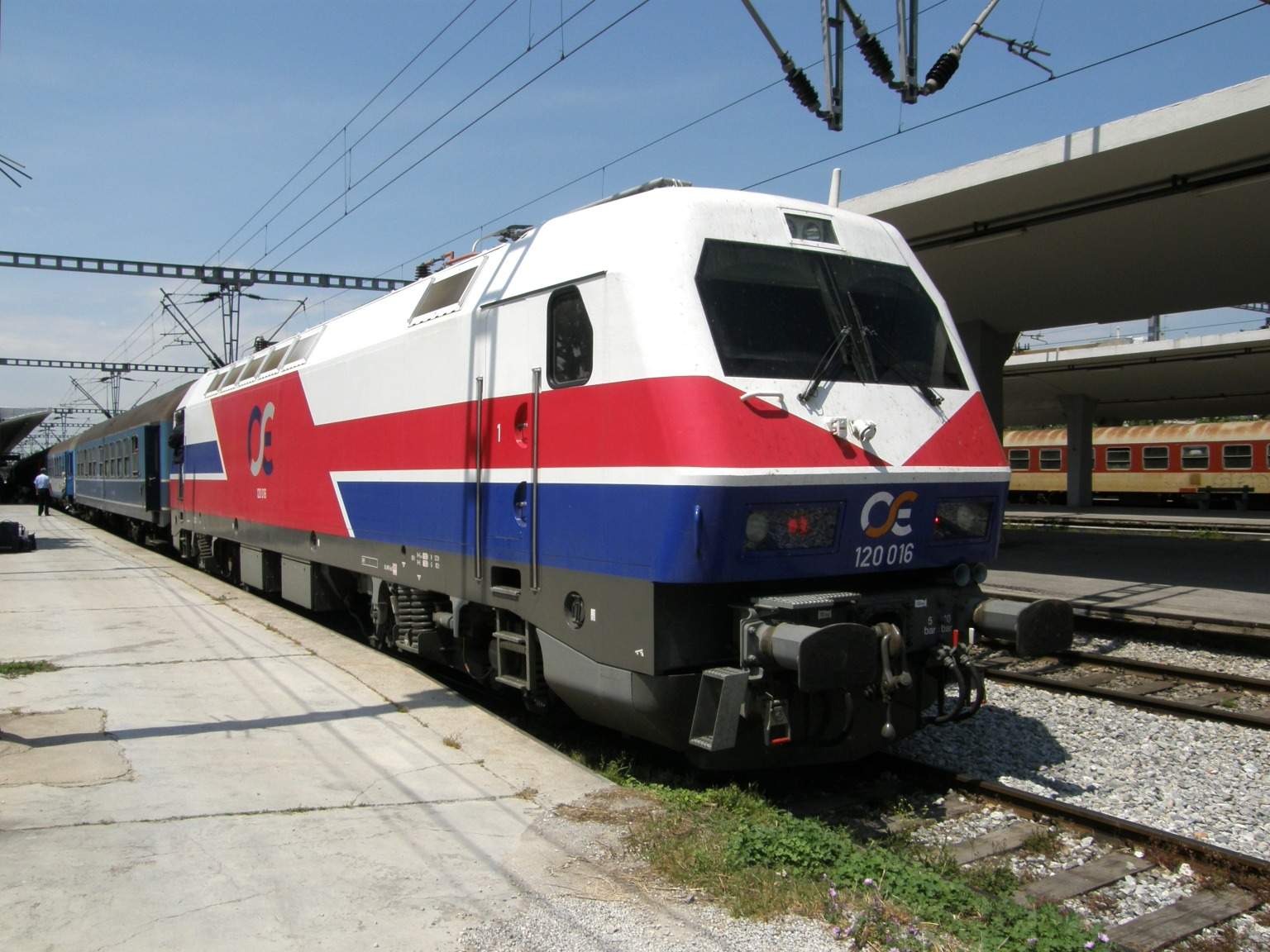
希腊铁路120型电力机车

1996年，希腊的国营铁路公司“希腊铁路组织”（OSE）向西门子交通订购了首批6台电力机车，定型为H560型（后改称为120型）。该型机车是在ES64P型电力机车原型车基础上，根据希腊铁路的使用要求改进设计而成的高速客运电力机车，适用于25千伏工频单相交流电气化铁路，采用水冷GTO牵引变流器，轴重为20吨，持续功率为5000千瓦，最高运行速度为200公里/小时。希腊铁路组织于1997年底又另外订购了第二批24台该型机车。

### 丹麦铁路
1998年，丹麦国家铁路为了满足德国、丹麦、瑞典三国之间的铁路货运需求，向西门子交通订购了13台EG型电力机车。该型机车是在ES64F型电力机车基础上进行开发的大功率双电流制干线货运电力机车，也是“欧洲短跑手”系列之中第一种六轴电力机车，适用于25千伏50赫兹工频单相交流电、15千伏16⅔赫兹低频单相交流电气化铁路，采用水冷GTO牵引变流器、抱轴式半悬挂传动、“Sibas 32”微机控制系统，持续功率为6500千瓦，最高运行速度为140公里/小时。

### 韩国铁路

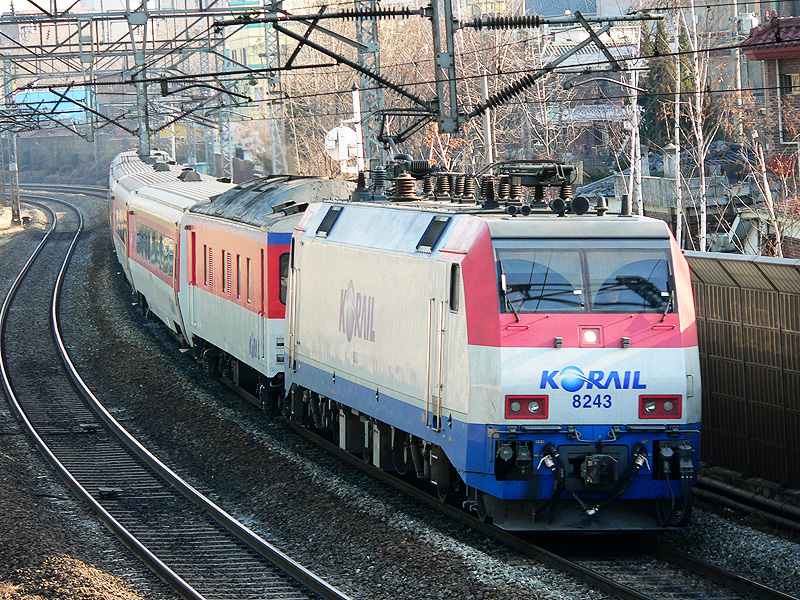
韩国铁道8200型电力机车

1996年，韩国国营铁道（KNR）与西门子交通、克劳斯-玛菲公司、大宇重工业集团签订了合作协议，向韩国铁道提供2台交流传动电力机车样车，机车由德国西门子交通设计，并通过技术转让并由大宇重工业在韩国本土制造。该型机车被定型为8100型，是ES64F型电力机车基础上改进设计而成的客货运通用电力机车，采用水冷GTO牵引变流器、架承式全悬挂传动、“Sibas 32”微机控制系统，持续功率为5200千瓦，最高运行速度为150公里/小时。8100型电力机车于1998年交付韩国铁道投入试运行，经过试验和改进后，于2002年定型为8200型电力机车并投入批量生产。

### 中国铁路

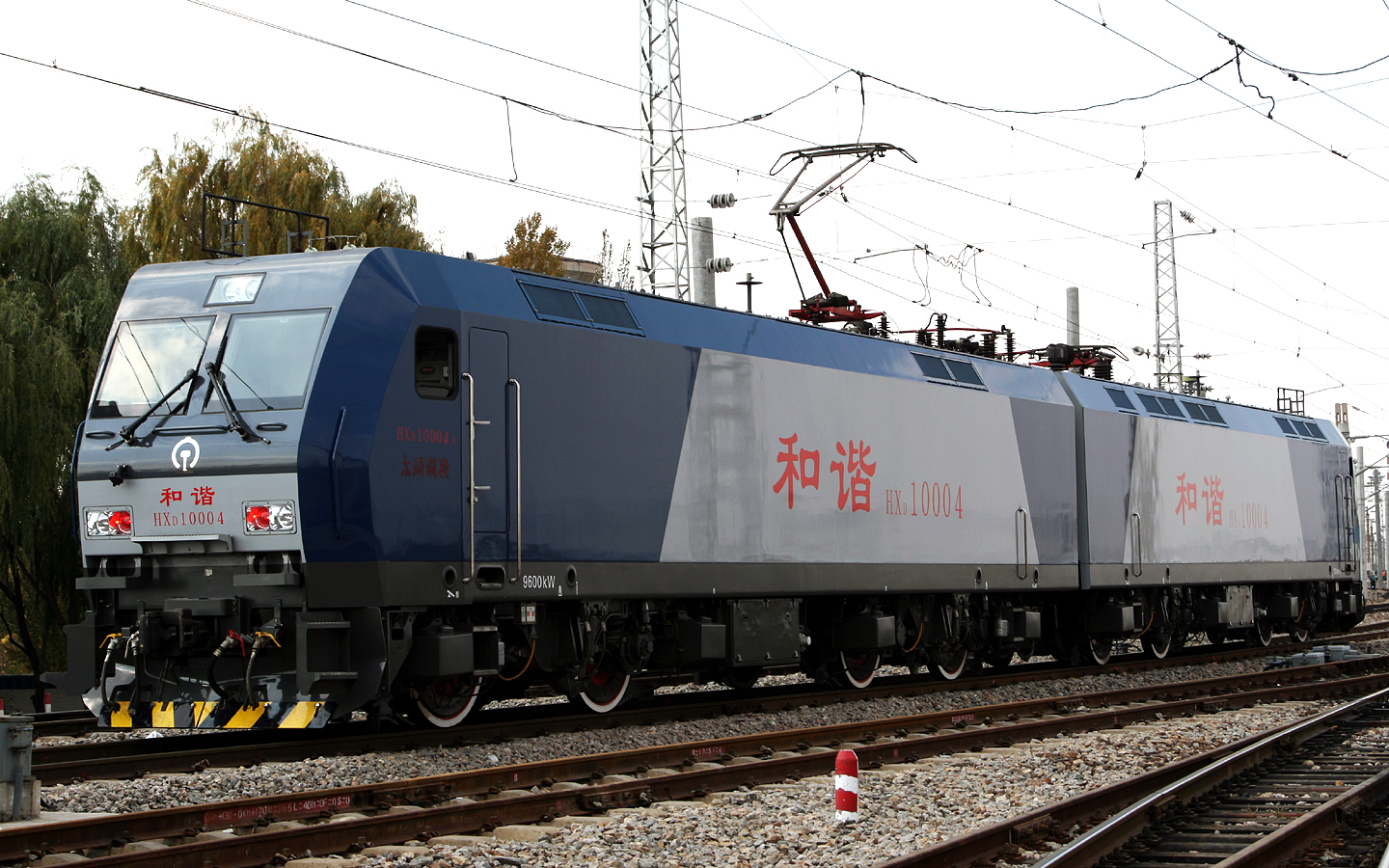
中国铁路HXD1型电力机车

1997年，中华人民共和国铁道部向西门子交通订购了20台DJ1型电力机车，是在ES64F型电力机车基础上专门为中国铁路设计制造的双节重联八轴重载货运电力机车，采用水冷GTO牵引变流器、“Sibas 32”微机控制系统，持续功率为6400千瓦，最高运行速度为120公里/小时；其中首3台机车于奥地利格拉兹制造并整车付运中国，其余17台则由西门子交通和株洲电力机车厂、株洲电力机车研究所合作，共同成立合资公司并通过技术转让负责本地组装生产。DJ1型机车于2002年起先后投入宝成铁路、大秦铁路运用。後期，由於維修成本高昂，加上有新型機車引進，以及機車功率不能應付增加的載貨量，DJ1最後在2013年全面停用並封存；當中，個別損耗較嚴重的機車，在停運前已作為零件車拆解。
2003年后，中国铁道部为了加速铁路机车车辆装备现代化，按照“引进先进技术、联合设计生产、打造中国品牌”的方针，于2004年招标采购了420台新型交流传动电力机车，其中西门子交通与中国南车集团株洲电力机车厂合作，获得了一项提供180台双节八轴重载货运交流传动电力机车的订单。新机车被定型为HXD1“和谐”型电力机车（原称为DJ4型），以ES64F4型电力机车为基础，结合DJ1型电力机车在大秦铁路的运用经验而开发研制的干线货运用八轴大功率交流传动电力机车，采用电压等级为3300伏的水冷IGBT功率模块、“Sibas 32”微机控制系统，持续功率为9600千瓦，最高运行速度为120公里/小时。机车由南车株洲电力机车有限公司生产，于2007年起投入大秦铁路运用。
通过HXD1型电力机车的技术引进和消化吸收，南车株洲电力机车有限公司与西门子交通集团又联合开发了HXD1B型六轴货运电力机车，采用电压等级为6500伏的水冷高压IGBT功率模块、单轴控制技术、“Sibas 32”微机控制系统，HXD1B型电力机车也是“欧洲短跑手”系列中单机功率最大、牵引力最高的车型，持续功率为9600千瓦，最高运行速度为120公里/小时；HXD1B型电力机车由南车株洲电力机车有限公司和南车资阳机车有限公司生产，于2009年起投入运用。在HXD1B型机车的基础上，南车株洲电力机车公司又自主研制了HXD1C型货运电力机车、HXD1D型准高速客运电力机车，采用了国产化的牵引变流器和微机控制系统，国产化率达到90%以上，而牽引功率亦較同系列其他機車為高；其中，為神華能源訂製的二十四軸版本HXD1機車，牽引功率達28,800千瓦，是EuroSprinter系列機車中最高的一款。

### 葡萄牙铁路
2006年，葡萄牙国家铁路公司向西门子交通采购25台4700型电力机车，该型机车是在ES64U4型电力机车基础上开发研制的四轴客货运通用电力机车，西门子公司内部型号为ES46F1，适用于25千伏50赫兹工频单相交流电气化铁路，采用水冷IGBT牵引变流器、“SIBAS 32”微机控制系统；持续功率为4600千瓦，最高运行速度为140公里/小时。4700型电力机车于2007年起交付葡萄牙铁路使用。

### 比利时铁路
2006年，比利时国家铁路公司向西门子交通采购60台电力机车，定型为18型。该型机车是在ES64U4型电力机车、葡萄牙铁路4700型电力机车基础上开发研制的四轴客货运通用电力机车，西门子公司内部型号为ES60U3，适用于供电制式为25千伏50赫兹工频单相交流电、3000伏直流电或1500伏直流电的电气化铁路，采用水冷IGBT牵引变流器、“SIBAS 32”微机控制系统；交流电模式下持续功率为5000千瓦，3000伏直流电模式下持续功率为5000千瓦，最高运行速度为200公里/小时。

## 競爭產品
- PRIMA（阿爾斯通）
- TRAXX（龐巴迪）

## 外部連結
- （英文）—EuroSprinter主頁